# Ursula di Brandeburgo
Ursula di Hohenzollern (25 settembre 1450 – Breslavia, 25 novembre 1508) era figlia del Principe Elettore Alberto III di Brandeburgo e della prima moglie Margherita di Baden.

## Biografia
Venne data in moglie al duca Enrico I di Münsterberg-Oels, figlio del re di Boemia Giorgio di Podebrady, che sposò a Cheb il 9 settembre 1467.
L'unione non venne approvata dal papa Paolo II che nel 1466 scomunicò sia Alberto III che sua figlia in quanto Giorgio di Boemia rinunciò alla fede cattolica adottando la religione del riformista Jan Hus. A causa della scomunica anche i rapporti tra Brandeburgo e l'imperatore Federico III d'Asburgo cessarono.
Ursula cercò di riabilitare la propria immagine impegnandosi a sposare segretamente il conte Rodolfo III di Sulz, langravio in Klettgau. La scomunica venne tolta e il matrimonio con il duca Enrico venne celebrato. Nel 1471 però il papa tornò a pronunciarsi sfavorevolmente nei confronti dell'unione "eretica".
Diede al marito otto figli:
- Alberto (Staré Hradiště, 2 agosto 1468-Prostějov, 12 luglio 1511);

sposò nel 1487 la principessa Salome (1475/76-1514), figlia del duca Giovanni II di Żagań e Großglogau
- Giorgio (Litice, 1º ottobre 1470-Oleśnica, 10 novembre 1502);

sposò nel 1488 la principessa Edvige (1476-1524), anche ella figlia del duca Giovanni II di Sagan
- Giovanni (23 giugno 1472-4 agosto 1497);
- Margherita (25 agosto 1473-Dresda, 28 giugno 1530);

sposò nel 1494 il principe Ernesto I di Anhalt-Dessau
- Carlo (Kłodzko, 1º maggio 1476-Ząbkowice Śląskie, 3 maggio 1536);

sposò nel 1488 la principessa Anna (1480/83-1541), altra figlia del duca Giovanni II di Sagan
- Ludovico (Kłodzko, 21 giugno 1478-Klodzko, 28 aprile 1480);
- Maddalena (Kłodzko, 25 gennaio 1482-Oleśnica, 11 aprile 1513);
- Sidonia (Kłodzko, 3 giugno 1483-1522)

sposò nel 1515 Ulrico di Hardegg

## Ascendenza
|                                |                     |                              | Genitori                 |  |  | Nonni |  |  | Bisnonni                 |  |  | Trisnonni                 |  |
|                                |                     |                              |                          |  |  |       |  |  | Federico V di Norimberga |  |  | Giovanni II di Norimberga |  |
|                                |                     |                              |                          |  |  |       |  |  | Federico V di Norimberga |  |  | Giovanni II di Norimberga |  |
|                                |                     | Elisabetta di Henneberg      |                          |  |  |       |  |  | Federico V di Norimberga |  |  |                           |  |
| Federico I di Brandeburgo      |                     |                              |                          |  |  |       |  |  | Federico V di Norimberga |  |  |                           |  |
|                                |                     | Elisabetta di Meißen         | Federico II di Meißen    |  |  |       |  |  |                          |  |  |                           |  |
|                                |                     | Elisabetta di Meißen         | Federico II di Meißen    |  |  |       |  |  |                          |  |  |                           |  |
|                                |                     | Elisabetta di Meißen         | Matilde di Baviera       |  |  |       |  |  |                          |  |  |                           |  |
| Alberto III di Brandeburgo     |                     | Elisabetta di Meißen         |                          |  |  |       |  |  |                          |  |  |                           |  |
|                                |                     | Federico di Baviera-Landshut | Stefano II di Baviera    |  |  |       |  |  |                          |  |  |                           |  |
|                                |                     | Federico di Baviera-Landshut | Stefano II di Baviera    |  |  |       |  |  |                          |  |  |                           |  |
|                                |                     | Federico di Baviera-Landshut | Isabella d'Aragona       |  |  |       |  |  |                          |  |  |                           |  |
| Elisabetta di Baviera-Landshut |                     | Federico di Baviera-Landshut |                          |  |  |       |  |  |                          |  |  |                           |  |
|                                |                     | Maddalena Visconti           | Bernabò Visconti         |  |  |       |  |  |                          |  |  |                           |  |
|                                |                     | Maddalena Visconti           | Bernabò Visconti         |  |  |       |  |  |                          |  |  |                           |  |
|                                |                     | Maddalena Visconti           | Beatrice della Scala     |  |  |       |  |  |                          |  |  |                           |  |
| Ursula di Brandeburgo          |                     | Maddalena Visconti           |                          |  |  |       |  |  |                          |  |  |                           |  |
|                                | Bernardo I di Baden | Rodolfo VI di Baden          |                          |  |  |       |  |  |                          |  |  |                           |  |
|                                | Bernardo I di Baden | Rodolfo VI di Baden          |                          |  |  |       |  |  |                          |  |  |                           |  |
|                                | Bernardo I di Baden | Matilde von Sponheim         |                          |  |  |       |  |  |                          |  |  |                           |  |
| Giacomo I di Baden             | Bernardo I di Baden |                              |                          |  |  |       |  |  |                          |  |  |                           |  |
|                                |                     | Anna di Oettingen            | …                        |  |  |       |  |  |                          |  |  |                           |  |
|                                |                     | Anna di Oettingen            | …                        |  |  |       |  |  |                          |  |  |                           |  |
|                                |                     | Anna di Oettingen            | …                        |  |  |       |  |  |                          |  |  |                           |  |
| Margherita di Baden            |                     | Anna di Oettingen            |                          |  |  |       |  |  |                          |  |  |                           |  |
|                                |                     | Carlo II di Lorena           | Giovanni I di Lorena     |  |  |       |  |  |                          |  |  |                           |  |
|                                |                     | Carlo II di Lorena           | Giovanni I di Lorena     |  |  |       |  |  |                          |  |  |                           |  |
|                                |                     | Carlo II di Lorena           | Sofia di Württemberg     |  |  |       |  |  |                          |  |  |                           |  |
| Caterina di Lorena             |                     | Carlo II di Lorena           |                          |  |  |       |  |  |                          |  |  |                           |  |
|                                |                     | Margherita del Palatinato    | Roberto del Palatinato   |  |  |       |  |  |                          |  |  |                           |  |
|                                |                     | Margherita del Palatinato    | Roberto del Palatinato   |  |  |       |  |  |                          |  |  |                           |  |
|                                |                     | Margherita del Palatinato    | Elisabetta di Norimberga |  |  |       |  |  |                          |  |  |                           |  |
|                                |                     | Margherita del Palatinato    |                          |  |  |       |  |  |                          |  |  |                           |  |